# Alebroides joannae
Alebroides joannae är en insektsart som beskrevs av Irena Dworakowska 1997. Alebroides joannae ingår i släktet Alebroides och familjen dvärgstritar. Inga underarter finns listade i Catalogue of Life.